# Bính Tuất
Bính Tuất (chữ Hán: 丙戌) là kết hợp thứ 23 trong hệ thống đánh số Can Chi của người Á Đông. Nó được kết hợp từ thiên can Bính (Hỏa dương) và địa chi Tuất (Chó). Trong chu kỳ của lịch Trung Quốc, nó xuất hiện trước Đinh Hợi và sau Ất Dậu.

## Các năm Bính Tuất
Giữa năm 1700 và 2200, những năm sau đây là năm Bính Tuất (lưu ý ngày được đưa ra được tính theo lịch Việt Nam, chưa được sử dụng trước năm 1967):
- 1706
- 1766
- 1826
- 1886
- 1946 (2 tháng 2, 1946 – 21 tháng 1, 1947)
- 2006 (29 tháng 1, 2006 – 16 tháng 2, 2007)
- 2066 (26 tháng 1, 2066 – 13 tháng 2, 2067)
- 2126
- 2186

## Sự kiện năm Bính Tuất
Ngày 7/11/2006: Việt Nam chính thức là thành viên thứ 150 của Tổ chức Thương mại Thế giới (WTO).